# Lazdynėliai (Vilnius)

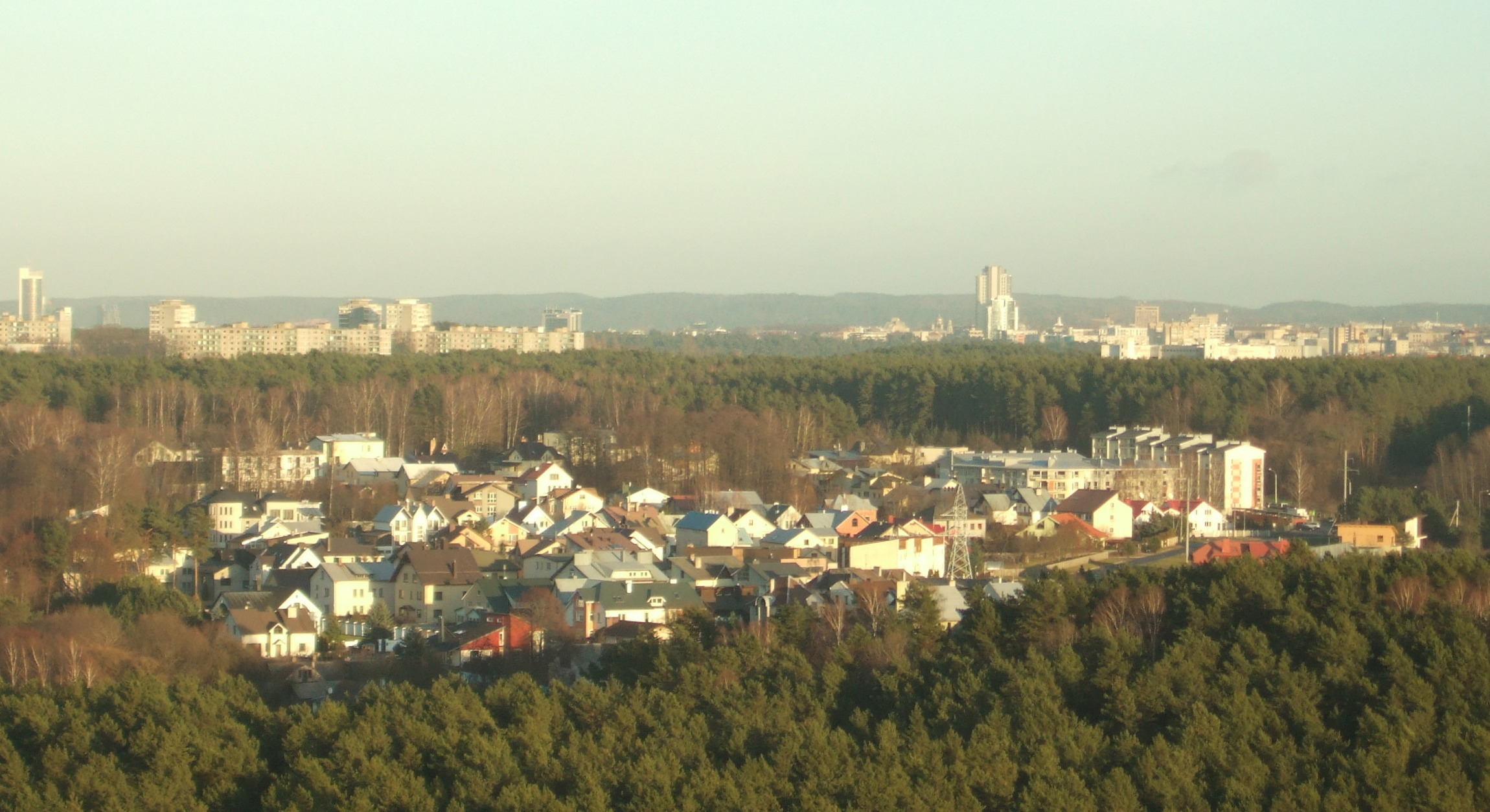

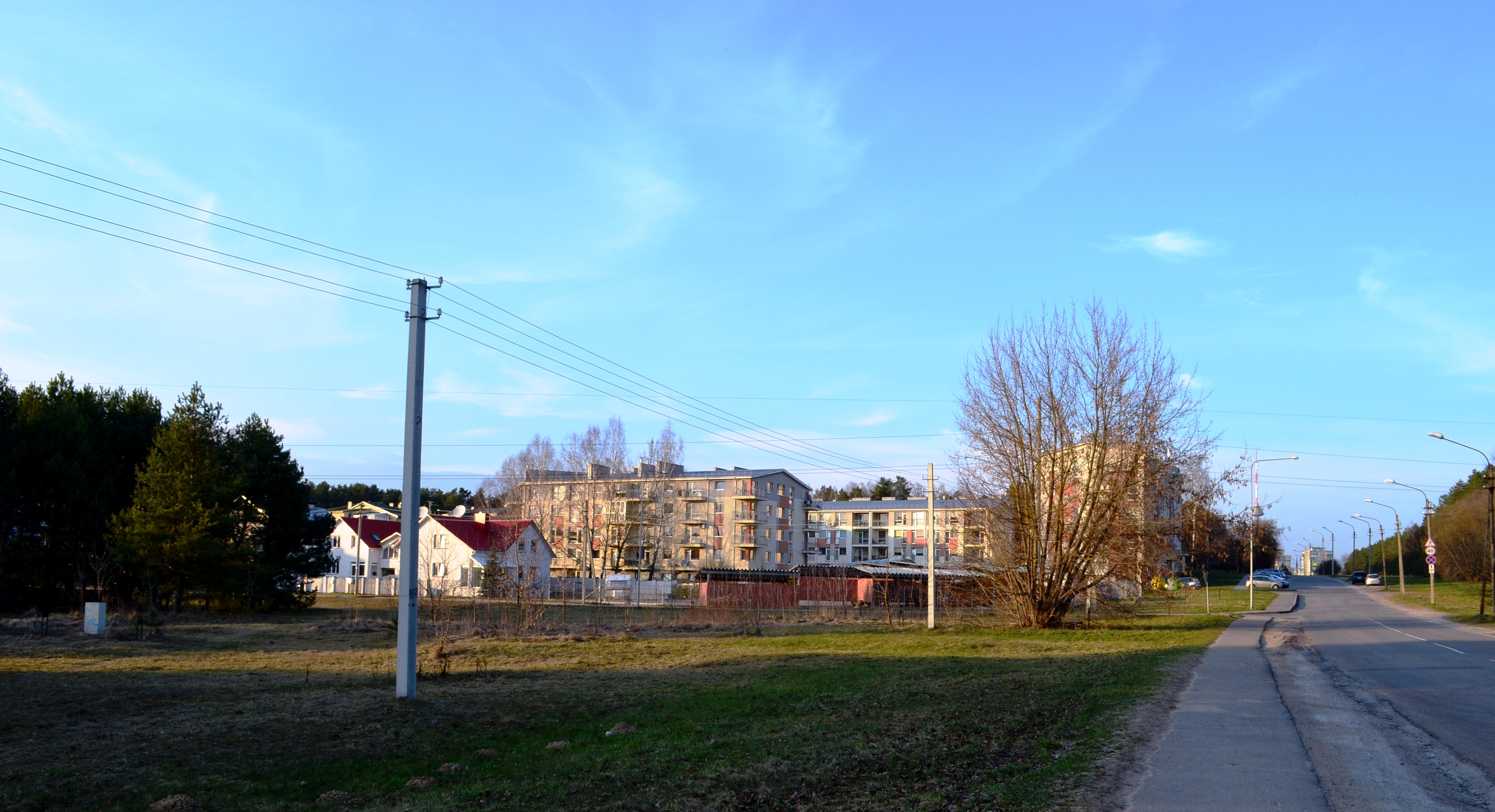

Lazdynėliai ist ein Stadtteil der litauischen Hauptstadt Vilnius, neben Lazdynai. Er gehört zum Amtsbezirk Lazdynai der Stadtgemeinde Vilnius.
Lazdynėliai befindet sich westlich vom Stadtzentrum. Im Osten gibt es den Wald Bukčiai, unweit vom Stadtteil fließt die Neris. Hier gibt es viele einzelne private Häuser. Von 2017 bis 2020 werden 13 vierstöckige Häuser mit 550 Wohnungen (das Bauprojekt Lazdynėlių vingis im Wert von 40 Mio. Euro) gebaut.